# 리처드 세던
리처드 존 세던(Richard John Seddon, 1845년 6월 22일~1906년 6월 10일)은 뉴질랜드의 정치인으로, 1893년부터 1906년 사망할 때까지 제15대 뉴질랜드의 총리로 재임하였다. 그는 13년간 재임하며 현재까지 뉴질랜드 역사상 최장 기간 동안 집권한 정부 수반이다.
세던은 잉글랜드 랭커셔의 에클스턴에서 태어났다. 1866년에 뉴질랜드로 이주하였으며, 지역 정치에서 두각을 나타내 1879년에 하원의원에 선출되었다. 세던은 존 밸런스의 지도하에 자유당(Liberal Party)에서 주요 인물로 활동하였다. 1891년 자유당 정부가 집권했을 때, 그는 공공사업부 장관을 포함한 여러 직책를 맡았다. 1893년 존 밸런스가 사망하자 세던은 자유당의 지도자가 되었고, 여성 참정권 법안을 계승했다. 이 법안은 세던의 반대에도 불구하고 같은 해에 통과되었다. 그의 세던 내각은 노령연금 도입과 같은 많은 사회적, 경제적 변화를 이뤄냈으며, 그의 인기와 카리스마, 리더십은 내각 내부의 반대 의견을 잠재우게 했다. 이를 통해 "세던주의(Seddonism)"라 불리는 그의 보수주의가 뉴질랜드의 지배적 정치 이념으로 확립되었다고 평가받는다.
세던 내각은 앨프레드 캐드먼과 제임스 캐롤을 원주민부 장관으로 삼아 마오리족으로부터 대규모 토지를 구매하였다. 세던은 1899년 총선에서 무소속 정치인들이 즐비하던 뉴질랜드 의회를 조직화된 정당 중심으로 전환시켰다. 제국주의자였던 그는 외교적으로 피지를 뉴질랜드에 통합하려 시도했고, 1901년에는 쿡 제도를 뉴질랜드에 병합하였다. 세던 내각은 제2차 보어 전쟁(1899~1902)에서 영국을 지원하기 위해 군사를 파견하였고, 영국 식민지 간의 특혜 무역을 지지하였다.
세던은 지역주의적 성향이 강한 인물로 평가받았다. 빅토리아 웰링턴 대학교의 역사학 교수였던 D.A. 해머는 그를 “지극히 지역주의적인 정치인... 웨스트코스트 주민들의 이익을 위해 싸우는 열정적인 인물이지만, 뉴질랜드 전체 문제에는 관심도 지식도 없는 인물”로 묘사하였다. 그의 웨스트코스트 지역 유산은 정치인으로서뿐만 아니라 인간으로서도 그를 정의하였으며, 그 지역 파케하(Pākehā) 인구의 당대 “거칠고 교양 없는” 고정관념을 반영하였다. 세던은 정규 교육을 받지 못했으며, 소란스럽고 공격적인 성격과 'h' 발음을 생략하는 지역 방언으로 유명했다. 그는 재임 중에도 남섬 웨스트코스트에 거주하였으며, 1890년대 후반까지는 웰링턴으로 자주 오기를 꺼렸다. 세던은 또한 개인적으로는 고민이 많고 우울증을 겪었던 인물로 묘사된다. 겉으로는 자신감 넘치는 태도를 보였지만, 그의 내면에는 불안과 우울이 자리 잡고 있었다. 그는 자신의 개인적 고뇌를 철저히 숨겼으며, 이는 적들에게 자신의 약점을 노출하지 않기 위해서였다.
그럼에도 불구하고, 그의 내각 구성원들은 세던에게 강한 충성과 지지를 보냈다. 그는 죽을 때까지 자유당을 이끌었으며, 이후 자유당은 여러 지도자를 거치며 회복에 어려움을 겪었고, 결국 현대 뉴질랜드의 양당 체제인 뉴질랜드 노동당과 뉴질랜드 국민당의 형성으로 이어졌다. 역설적으로 이는 세던이 독립 정치인들을 억압하려는 시도를 통해 형성한 결과였다. 그는 “킹 딕(King Dick)”이라는 독재적 스타일로 조롱받기도 했고, 마오리 토지 문제와 중국인을 비롯한 인종 문제에 대한 그의 입장으로 비판받았지만, 뉴질랜드 역사상 가장 위대하고 영향력 있으며 널리 알려진 정치인 중 한 명으로 평가받고 있다.

## 참고

### 내용주
1. ↑  "총리"라는 직책명은 1900년부터 리처드 세던이 사용했다.[1]